# نولان حرشفي الأوراق
نولان حرشفي الأوراق (الاسم العلمي:Nolana lepidophylla) هو نوع نباتي يتبع جنس النولان من فصيلة الباذنجانية.